# (15874) 1996 TL66
(15874) 1996 TL66 là một thiên thể ngoài Hải Vương tinh nằm trên đĩa phân tán ở vùng rìa ngoài của Hệ Mặt Trời.
Kính viễn vọng Không gian Spitzer ước lượng nó có đường kính là khoảng 575 km, nhưng đến năm 2012 có ước lượng là khoảng gần 339 km. Nó không phải là một thiên thể tách rời, từ khi củng điểm (điểm gần Mặt Trời nhất) của nó ở dưới sự tác động của Hải Vương tinh. Nó có thể là một thiên thể dạng elipsoid. Các nhà khoa học cho rằng 1996 TL66 rất có thể là một hành tinh lùn. Website của Mike Brown cho thấy đường kính của vật thể này là 344 km, khiến nó có khả năng là một hành tinh lùn.

## Khám phá
Thiên thể này được khám phá vào năm 1996 bởi David C.Jewitt cùng các đồng nghiệp, nó là thiên thể đầu tiên được công nhận là một thiên thể đĩa phân tán (SDO), vì thiên thể 1995 TL8, được khám phá trước đó một năm, được công nhận là SDO sau đó. Vào thời điểm được khám phá, đây được cho là thiên thể ngoài Hải Vương tinh lớn nhất. Nó đến củng điểm vào năm 2001.

## Quỹ đạo
(15874) 1996 TP66 quay quanh Mặt Trời với bán trục lớn là 83.9 AU nhưng hiện tại nó chỉ cách Mặt Trời khoảng 35 AU với độ sáng biểu kiến là 21. Năm 2007, kính viễn vọng Không gian Spitzer ước lượng thiên thể đĩa phân tán này có suất phản chiếu (albedo) thấp với một đường kính khoảng 575 ±115 km. Hiện tại, nó được cho là có suất phản chiếu cao hơn và đường kính được đánh thấp xuống 339 ±20 km. Có một ý kiến khác cho thấy 1996 TL66 là một hình elipsoid với những đốm albedo nhỏ và có khả năng là một hành tinh lùn.